# Noah Jupe
Noah Jupe, född 25 februari 2005 i London, är en brittisk skådespelare.
Jupe har bland annat medverkat i filmerna Le Mans '66 från 2019, A Quiet Place från 2018 och A Quiet Place Part II från 2020 samt Trollkarlens elefant från 2023.

## Filmografi (i urval)
- 2017: The Man with the Iron Heart
- 2018: A Quiet Place
- 2019: Le Mans '66
- 2020: A Quiet Place Part II
- 2023: Trollkarlens elefant
- 2024 – Franklin (TV-serie)
- 2024 – Lady in the Lake (TV-serie)